# Neverwinter Nights
Neverwinter Nights (NWN) este un joc video de rol pentru calculator din 2002, din seria Dungeons & Dragons, acțiunea jocului având loc în universul/setările din Forgotten Realms. Jocul este produs de BioWare și este distribuit de Infogrames (acum Atari).
Două continuări (expansion packs) au fost lansate la mijlocul și sfârșitul anului 2003 (Shadows of Undrentide și Hordes of the Underdark) și o a treia în 2005 (Kingmaker). Pe 31 octombrie 2006 a fost lansat Neverwinter Nights 2.